# Канди Дулфер
Канди Дулфер (хол. Candy Dulfer; Амстердам, 19. септембар 1969) је холандска џез саксофонисткиња и кантауторка.
Са једанаест година је наступала у очевом оркестру. Ширу популарност стиче кроз сарадњу са рок музичарем Принсом. Крајем 1989, пред одлазак у САД, са Дејвом Стјуартом из Јуритмикса снимила је композицију Lily was here која постаје једна од најпопуларнијих инструменталних композиција крајем осамдесетих година 20. века. Потом је сарађивала са Ваном Морисоном, гостујући на његовом концертном албуму Live in San Francisco, а 1990. свирала је са групом Пинк Флојд на фестивалу Knebworth  пред 130.000 посетилаца.
У јесен 2011. године објавила је албум Crazy, након којег је уследила турнеја по САД, Јапану, Русији и Јужној Америци. Започела је сарадњу са модним брендом Mexx, а 2013. била је члан жирија холандског X-фактора.
Неколико пута је наступала на фестивалу Нишвил који се одржава на нишкој тврђави. Од 2017. је почасни грађанин града Ниша. Надимак јој је „фанки слаткиш“.

## Дискографија
- 1990 — Saxuality
- 1993 — Sax a go go
- 1995 — Big Girl
- 1997 — For The Love Of You
- 1999 — Girls Night Out
- 2001 — Live In Amsterdam
- 2002 — Hans Dulfer Dulfer & Dulfer
- 2003 — Right In My Soul
- 2007 — Candy Store
- 2009 — Funked Up & Chilled Out
- 2011 — Crazy